# يامانا للذهب
شركة يامانا للذهب (بالإنجليزية: Yamana Gold)‏ هي شركة كندية متخصصة في تعدين الذهب؛ يعود تأسيسها إلى سنة 1980؛ويقع مقرها في مدينة تورنتو الكندية؛ وهي مدرجة في عدد من البورصات العالمية.
للشركة نشاطات تعدينية في عدد من الدول مثل كندا والبرازيل وتشيلي بالإضافة إلى الأرجنتين.